# Cryptanthus colnagoi
Espèce
Cryptanthus colnagoi est une espèce de plantes de la famille des Bromeliaceae, endémique du Brésil et décrite en 1989 par les botanistes allemand et brésilien Werner Rauh et Elton Leme.

## Distribution
L'espèce est endémique de l'État de Bahia à l'est du Brésil.

## Description
Selon la classification de Raunkier, l'espèce est hémicryptophyte.